# هاهو (بوركينا فاسو)
هاهو (بالإنجليزية: Haho, Burkina Faso) هي منطقة سكنية تقع في بوركينا فاسو في Bagassi Department. يقدر عدد سكانها بـ 342 نسمة .